# Oleksandra Gorec'ka
Oleksandra Serhiïvna Gorec'ka (in ucraino Олександра Сергіївна Горецька?; Kiev, 19 agosto 2008) è una nuotatrice artistica ucraina.

## Palmarès
- Mondiali

Doha 2024: argento nella gara a squadre acrobatico.
- Europei

Funchal 2025: argento nella gara a squadre (programma tecnico) e nella gara a squadre (programma acrobatico)

### Coppa del Mondo
- 2 podio:
  - 2 vittorie (2 nella gara a squadre)

#### Coppa del mondo - vittorie
| Data           | Luogo    | Paese  | Disciplina      |
| -------------- | -------- | ------ | --------------- |
| 2 giugno 2024  | Markham  | Canada | Team acrobatico |
| 13 aprile 2025 | Soma Bay | Egitto | Team acrobatico |